# Dan Mihăilescu
Dan Mihăilescu (n. 12 aprilie 1929, Liești⁠(d), Galați, România – d. 15 februarie 2016, Brașov, România) a fost un publicist, psiholog și estetician. A frecventat Școala Primară nr. 2 și Liceul Teoretic "D.A. Sturdza". A absolvit Facultatea de Filosofie a Universității din București și a obținut doctoratul în estetică și psihologia artei la Universitatea din Iași. A lucrat în învățământul preuniversitar la Turda iar la Brașov, în cultură, în învățământul pre și universitar. A fost cadru asociat la Universitatea din Brașov, catedra de științe sociale și estetică.
Dan Mihăilescu a publicat lucrări de culturologie, teoria și psihologia artei, estetică, memorialistică, eseuri și note de călătorie. Este membru al Uniunii Scriitoriilor din România.
A fost declarat de,,International Biographical Center" din Cambridge ,,Omul Internațional al anului 1999-2000".

## Cărți publicate
- Din istoria cărții, tipografiilor și bibliotecilor din sud-estul Transilvaniei, București B.C.S 1967
- Brașovul în cinsprezece dimensiuni, Brașov, C.J.C.A.
- Limbajul culorilor și formelor, București, Editura Ștințifică și Enciclopedică,1980
- Dimensiuni ale creației(Simulul obsesiei), București, Editura Ștințifică și Enciclopedică,1989
- Parapsihologia între adevăruri inexplicabile și falsuri plauzibile,Târgul Mureș, Editura Tipomur, 1992
- Geniul nebuniei sau nebunia genului? Târgul Mureș, Editura Tipomur,1994
- Tecuciul în memoria oamenilor și documentelor (Amintirile unui absolvent al Liceului ,,D.A.Sturza"), Brașov, Editura Transilvania Express și Editura Cristian MMC, Tecuci, 1998
- Compensarea complexului de inferioritate în sfera puterii politice și în alte domenii,București,Ed Sigma,2000
- Un artist îndrăgostit de natură: Neculai Codreanu, Brașov, Editura C2 Design, 2000
- Italia, Anamorfoze interioare, București, Editura Sigma, 2001
- Fiat iustitia,pereat mundus, Brașov, Editura Transilvania Expres, 2006
- Eseuri despre artă și artiști brașoveni, Editura Kron-Art, 2012